# Macromitrium ecrispatum
Macromitrium ecrispatum är en bladmossart som beskrevs av Dixon in Herzog 1935. Macromitrium ecrispatum ingår i släktet Macromitrium och familjen Orthotrichaceae. Inga underarter finns listade i Catalogue of Life.